# Gæsterne
Gæsterne es una película de suspenso y terror psicológico de 2022 dirigida por Christian Tafdrup a partir de un guion que coescribió con su hermano Mads Tafdrup. Es producida por Jacob Jarek y distribuida por Nordisk Film. El rodaje tuvo lugar en Dinamarca, Países Bajos e Italia, y la mayor parte de la película está rodada en inglés, con algunas escenas en danés y neerlandés. 
La película se estrenó en la sección Midnight del 38.º Festival de Cine de Sundance el 22 de enero de 2022. Se estrenó en cines en Dinamarca el 17 de marzo de 2022 y en los Países Bajos el siguiente 21 de julio.

## Sinopsis
La película se centra en Bjørn (Morten Burian) y Louise (Sidsel Siem Koch), una pareja danesa que son invitados por Patrick (Fedja van Huêt) y Karin (Karina Smulders), una pareja neerlandesa, a su casa de campo para pasar un fin de semana de vacaciones, los anfitriones pronto comienzan a poner a prueba los límites de sus invitados a medida que la situación empeora.

## Reparto
- Morten Burian como Bjørn
- Sidsel Siem Koch como Louise
- Fedja van Huêt como Patrick
- Karina Smulders como Karin
- Liva Forsberg como Agnes
- Marius Damslev como Abel
- Hichem Yacoubi como Muhajid

## Producción
Gæsterne es el tercer largometraje de Christian Tafdrup, que se desempeña principalmente como actor, y su primera película de género, en la que intenta combinar el género dramático con comentarios sociales y elementos de terror psicológico. Coescribió el guion con su hermano Mads Tafdrup. Jacob Jarek actuó como productor y los costes de producción se estimaron en 2.8 millones de euros. El rodaje tuvo que interrumpirse temporalmente en Dinamarca y Países Bajos debido a la pandemia de COVID-19. Se filmó principalmente en inglés y se realizaron rodajes adicionales en los Países Bajos e Italia.
El proyecto se presentó en el Nordic Film Market como parte del Festival de Cine de Gotemburgo antes de su finalización en enero de 2021 y fue activamente buscado por los distribuidores. Posteriormente, los derechos cinematográficos se vendieron a Australia y Nueva Zelanda, los países del Benelux, Rusia y la Comunidad de Estados Independientes y Hungría.

## Estreno
La película recibió una invitación a la sección Midnight del 38.º Festival de Cine de Sundance, que incluía: "obras de terror y comedia que desafían la clasificación de género", donde se estrenó el 22 de enero de 2022. La película se estrenó en cines en Dinamarca el 17 de marzo de 2022 por Nordisk Film y en los Países Bajos el 21 de julio por Septe Film. Se estrenó en Estados Unidos en cines seleccionados el 9 de septiembre de 2022 y mediante video bajo demanda el 15 de septiembre de 2022 por Shudder e IFC Films.

## Remake
En abril de 2023, se anunció que Blumhouse Productions estaba desarrollando una nueva versión de la película, con James McAvoy como protagonista y James Watkins escribiendo y dirigiendo. La película se programó para estrenarse en cines el 13 de septiembre de 2024 por Universal Pictures.